# علة (عروض)
العِلَّةُ عند العروضيين هي كل تغيير يطرأ على تفعيلة العروض أو الضرب، وإذا ورد هذا التغيير في أول البيت من القصيدة التزم ذلك التغيير في جميع أبياتها. يسمى الجزء الذي لحقته عِلَّةٌ مُعْتَلًّا.
نظم عبد الله بن محمد الخزرجي العلل بقوله:

| وَمَا لَمْ يَكُنْ مِمَّا مَضَى ادْعُ: «بِعِلَّةٍ»         |  | زِيَادَتَهُ وَالنَّقْصَ فَرْقًا، لِذِي النُّهَى         |
| فَزِدْ سَبَبًا خِفًّا «لِتَرْفِيلِ» كَامِلٍ             |  | بِغَايَتِهِ: مِنْ بَعْدِ جَزْءٍ لَهُ اهْتَدَى           |
| وَمَجْزُوءَ «هَجْ» ذَيِّلْهُ: بِالسَّكْنِ ثَامِنًا         |  | وَسَبِّغْ بِهِ الْمَجْزُوءَ فِي: «رَمَلٍ» عَرَى         |
| وَإِنْ زِدْتَ صَدْرَ الشَّطْرِ مَا دُونَ خَمْسَةٍ:         |  | فَذَلِكَ خَزْمٌ، وَهْوَ أَقْبَحُ مَا يُرَى             |
| «وَحَذْفٌ، وَقَطْفٌ، قَصْرٌ، القَطْعُ، حَذُّهُ           |  | وَصَلْمٌ، وَوَقْفٌ، كَشْفٌ، الخَرْمُ» مَا انْفَرَى      |
| مَوَاقِعُهَا: أَعْجَازُ الأَجْزَاءِ إِنْ أَتَتْ          |  | عَرُوضًا وَضَرْبًا، مَا عَدَا الخَرْمَ: فَابْتِدَا     |
| فَفِي: «حَاسَبُوكَ» الحَذْفُ لِلْخِفِّ، وَاقْطِعَنْ       |  | بِهِ إِثْرَ سَكْنٍ «بِدَّ»، وَالأَثْقَلُ انْتَفَى        |
| وَ «حَسْبُكَ» فِيْهَا القَصْرُ: حَذْفُكَ سَاكِنًا        |  | وَتَسْكِيْنُ حَرْفٍ قَبْلَهُ، إِذْ حَكَى العَصَا         |
| كَذَا القَطْعُ: لَكِنْ ذَاكَ فِي سَبَبٍ جَرَى          |  | وَفِي وَتِدٍ، هَذَا وَ «جَهِّزْ» لَهُ حَوَى           |
| وَحَذْفُكَ مَجْمُوعًا دَعَوْا: «حَذَّ كَامِلٍ»           |  | وَإِلَّا «فَصَلْمٌ» وَالسَّرِيْعُ بِهِ ارْتَدَى          |
| وَوَقْفٌ وَكَشْفٌ: فِي المُحَرَّكِ سَابِعًا             |  | فَأَسْكِنْ وَأَسْقِطْ بَحْرَ «طَيٍّ»، وَلِ الْهُدَى        |
| وَقَـطْـعُـكَ لِلْمَـحْـذُوفِ: بَـتْـرٌ «بِـسَبْـسَـبِ»   |  | وَقِيْلَ: «المَدِيدُ اخْتُصَّ بِاسْمَيْهِ فِي الدُّعَا»   |
| وَ«سَلْ وُدًّا» اخْرِمْ: لِلضَّرُورَةِ صَدْرَهَا          |  | وَوَضْــعُ «فَـعُـولُـنْ» ثَـلْـمُـهُ ثَـرْمُـهُ بَـدَا |
| وَوَضْـعُ «مَـفَـاعِـيـلُنْ» لِخَـرْمٍ وَشَتْـرِهِ       |  | وَلِلْخَـرْبِ: اعْلَمْ بِالْمَـرَاتِـبِ مَـا خَـفَـا    |
| «مُفَـاعَلَـتُـنْ» لِلْعَـضْـبِ وَالقَـصْـمِ وَالجَـمَـمْ |  | وَخَـرْمٌ وَنَـقْـصٌ: فِيْهِ عَـقْـصٌ، وَقَـدْ مَـضَـى   |
| وَشَعِّثْ «كُنْ»، اخْرِمْ وَتْدَهُ، اقْطَعْهُ، أَضْمِرَنْ     |  | بِخَبْنٍ، وَأُوْلَى «سِرْ» بِحَذْفٍ، وَلَا سِوَى        |

والعلل قسمان: علل نقص وعلل زيادة.

## أنواع العلل

### علل النقص
- العلل اللازمة

| نوع العلة                                   | نوع العلة                    | المقطع             | مرتبة المقطع في التفعيلة                                                                       | نوع التغيير    | التفعيـلة الأصلية | التفعيلة بعد دخول العلة عليها | البحور التي تدخلها العلة | البحور التي تدخلها العلة | البحور التي تدخلها العلة | البحور التي تدخلها العلة | البحور التي تدخلها العلة | البحور التي تدخلها العلة | البحور التي تدخلها العلة | البحور التي تدخلها العلة | البحور التي تدخلها العلة | البحور التي تدخلها العلة | البحور التي تدخلها العلة | البحور التي تدخلها العلة | البحور التي تدخلها العلة | البحور التي تدخلها العلة | البحور التي تدخلها العلة | البحور التي تدخلها العلة |
| نوع العلة                                   | نوع العلة                    | المقطع             | مرتبة المقطع في التفعيلة                                                                       | نوع التغيير    | التفعيـلة الأصلية | التفعيلة بعد دخول العلة عليها | الطويل                   | المديد                   | البسيط                   | الوافر                   | الكامل                   | الهزج                    | الرجز                    | الرمل                    | السريع                   | المنسرح                  | الخفيف                   | المضارع                  | المقتضب                  | المجتث                   | المتقارب                 | الخبب                    |
| ------------------------------------------- | ---------------------------- | ------------------ | ---------------------------------------------------------------------------------------------- | -------------- | ----------------- | ----------------------------- | ------------------------ | ------------------------ | ------------------------ | ------------------------ | ------------------------ | ------------------------ | ------------------------ | ------------------------ | ------------------------ | ------------------------ | ------------------------ | ------------------------ | ------------------------ | ------------------------ | ------------------------ | ------------------------ |
| العلل المفردة                               |                              |                    |                                                                                                |                |                   |                               |                          |                          |                          |                          |                          |                          |                          |                          |                          |                          |                          |                          |                          |                          |                          |                          |
| الحَذْفُ                                       | السبب الخفيف                 | الأخير             | الإسقاط                                                                                        | فَعُولُنْ          | فَعُو ⇐ فَعَلْ         |                               |                          |                          |                          |                          |                          |                          |                          |                          |                          |                          |                          |                          |                          | o                        |                          |                          |
| الحَذْفُ                                       | السبب الخفيف                 | الأخير             | الإسقاط                                                                                        | مَفَاعِيــلُنْ      | مَفَاعِي ⇐ فَعُولُنْ     | o                             |                          |                          |                          |                          |                          |                          |                          |                          |                          |                          |                          |                          |                          |                          |                          |                          |
| الحَذْفُ                                       | السبب الخفيف                 | الأخير             | الإسقاط                                                                                        | فَاعِلَاتُنْ        | فَاعِلَا ⇐ فَاعِلُنْ     |                               | o                        |                          |                          |                          |                          |                          | o                        |                          |                          | o                        |                          |                          |                          |                          |                          |                          |
| الحَذَذُ = الحَذُّ                                | الوتد المجموع                | الأخير             | الإسقاط                                                                                        | مُتَفَاعِلُنْ        | مُتَفَا ⇐ فَعِلُنْ       |                               |                          |                          |                          | o                        |                          |                          |                          |                          |                          |                          |                          |                          |                          |                          |                          |                          |
| الحَذَذُ = الحَذُّ                                | الوتد المجموع                | الأخير             | الإسقاط                                                                                        | مُسْتَفْــعِلُنْ      | مُسْتَفْ ⇐ فَعْلُنْ       |                               |                          |                          |                          |                          |                          |                          |                          |                          | o                        |                          |                          |                          |                          |                          |                          |                          |
| الصَّلْمُ                                       | الوتد المفروق                | الأخير             | الإسقاط                                                                                        | مَفْعُولَاتُ        | مَفْعُو ⇐ فَعْلُنْ       |                               |                          |                          |                          |                          |                          |                          |                          | o                        |                          |                          |                          |                          |                          |                          |                          |                          |
| القَطْفُ = الحَذْف+العَصْب                         | السبب الخفيف                 | الأخير             | إسقاطه وتسكين الحرف الذي قبله                                                                  | مُفَاعَلَــتُنْ      | مُفَاعَــلْ ⇐ فَعُولُنْ   |                               |                          |                          | o                        |                          |                          |                          |                          |                          |                          |                          |                          |                          |                          |                          |                          |                          |
| القَصْرُ                                       | السبب الخفيف                 | الأخير             | إسقاط الحرف الساكن من آخره وتسكين ما قبله                                                      | فَعُولُــنْ        | فَعُولْ              |                               |                          |                          |                          |                          |                          |                          |                          |                          |                          |                          |                          |                          |                          | o                        |                          |                          |
| القَصْرُ                                       | السبب الخفيف                 | الأخير             | إسقاط الحرف الساكن من آخره وتسكين ما قبله                                                      | فَاعِلَاتُــنْ      | فَاعِلَاتْ ⇐ فَاعِلَانْ   |                               | o                        |                          |                          |                          |                          |                          | o                        |                          |                          |                          |                          |                          |                          |                          |                          |                          |
| القَطْعُ                                       | الوتد المجموع                | الأخير             | إسقاط الحرف الساكن من آخره وتسكين ما قبله                                                      | فَاعِلُــنْ        | فَاعِــلْ ⇐ فَعْلُنْ     |                               |                          |                          |                          |                          |                          |                          |                          |                          |                          |                          |                          |                          |                          |                          | o                        |                          |
| القَطْعُ                                       | الوتد المجموع                | الأخير             | إسقاط الحرف الساكن من آخره وتسكين ما قبله                                                      | مُتَفَاعِلُــنْ      | مُتَفَاعِــلْ ⇐ فَعِلَاتُنْ |                               |                          |                          |                          |                          |                          |                          |                          |                          |                          |                          |                          |                          |                          |                          |                          |                          |
| القَطْعُ                                       | الوتد المجموع                | الأخير             | إسقاط الحرف الساكن من آخره وتسكين ما قبله                                                      | مُسْتَفْعِلُــنْ      | مُسْتَفْعِــلْ ⇐ مَفْعُولُنْ |                               |                          |                          |                          |                          |                          |                          |                          |                          | o                        |                          |                          |                          |                          |                          |                          |                          |
| التَّشْعِيثُ                                     | الوتد المجموع                | قبل الأخير         | إسقاط حرف متحرك منه                                                                            | فَاعِــلَاتُنْ      | فَالَاتُنْ ⇐ مَفْعُولُنْ   |                               |                          |                          |                          |                          |                          |                          |                          |                          |                          | o                        |                          |                          |                          |                          |                          |                          |
| الكَشْفُ = الكَسْفُ                               | الوتد المفروق                | الأخير             | إسقاط الحرف السابع المتحرك = إسقاط آخر حرف من الوتد المفروق الأخير                             | مَفْعُولَاتُ        | مَفْعُولَا ⇐ مَفْعُولُنْ   |                               |                          |                          |                          |                          |                          |                          |                          | o                        | o                        |                          |                          |                          |                          |                          |                          |                          |
| الوَقْفُ                                       | الوتد المفروق                | الأخير             | تسكين الحرف السابع المتحرك = تسكين آخر حرف من الوتد المفروق الأخير                             | مَفْعُولَاتُ        | مَفْعُولَاتْ ⇐ مَفْعُولَانْ |                               |                          |                          |                          |                          |                          |                          |                          | o                        | o                        |                          |                          |                          |                          |                          |                          |                          |
| العلل المركبة = العِلَّة+العِلَّة أو العِلَّة+الزِّحَاف |                              |                    |                                                                                                |                |                   |                               |                          |                          |                          |                          |                          |                          |                          |                          |                          |                          |                          |                          |                          |                          |                          |                          |
| البَتْرُ = الحَذْف+القَطْع                         | السبب الخفيف والوتد المجموع  | الأخير وقبل الأخير | إسقاط السبب الخفيف الأخير والحرف الساكن من آخر الوتد المجموع قبل الأخير وتسكين الحرف الذي قبله | فَعُــولُنْ        | فَــعْ              |                               |                          |                          |                          |                          |                          |                          |                          |                          |                          |                          |                          |                          |                          | o                        |                          |                          |
| البَتْرُ = الحَذْف+القَطْع                         | السبب الخفيف والوتد المجموع  | الأخير وقبل الأخير | إسقاط السبب الخفيف الأخير والحرف الساكن من آخر الوتد المجموع قبل الأخير وتسكين الحرف الذي قبله | فَاعِـلَــاتُنْ     | فَاعِــلْ ⇐ فَعْلُنْ     |                               | o                        |                          |                          |                          |                          |                          |                          |                          |                          |                          |                          |                          |                          |                          |                          |                          |
| الكَبْلُ = القَطْعُ+الخَبْنُ                         | السبب الخفيف + الوتد المجموع | الأول + الأخير     | إسقاط الحرف الساكن الثاني + تسكين الحرف المتحرك قبل الأخير + إسقاط الحرف الساكن الأخير         | مُــسْــتَفْعِــلُـنْ | مُتَفْعِــلْ ⇐ فَعُولُنْ   |                               |                          | o                        |                          |                          |                          |                          |                          |                          |                          |                          |                          |                          |                          |                          |                          |                          |

- العلل غير اللازمة

| نوع العلة                    | نوع العلة           | نوع العلة               | مرتبة الحرف في التفعيلة | حركة الحرف                  | نوع التغيير     | التفعيـلة الأصلية   | التفعيلة بعد دخول العلة عليها | البحور التي تدخلها العلة | البحور التي تدخلها العلة | البحور التي تدخلها العلة | البحور التي تدخلها العلة | البحور التي تدخلها العلة | البحور التي تدخلها العلة | البحور التي تدخلها العلة | البحور التي تدخلها العلة | البحور التي تدخلها العلة | البحور التي تدخلها العلة | البحور التي تدخلها العلة | البحور التي تدخلها العلة | البحور التي تدخلها العلة | البحور التي تدخلها العلة | البحور التي تدخلها العلة | البحور التي تدخلها العلة |
| نوع العلة                    | نوع العلة           | نوع العلة               | مرتبة الحرف في التفعيلة | حركة الحرف                  | نوع التغيير     | التفعيـلة الأصلية   | التفعيلة بعد دخول العلة عليها | الطويل                   | المديد                   | البسيط                   | الوافر                   | الكامل                   | الهزج                    | الرجز                    | الرمل                    | السريع                   | المنسرح                  | الخفيف                   | المضارع                  | المقتضب                  | المجتث                   | المتقارب                 | الخبب                    |
| ---------------------------- | ------------------- | ----------------------- | ----------------------- | --------------------------- | --------------- | ------------------- | ----------------------------- | ------------------------ | ------------------------ | ------------------------ | ------------------------ | ------------------------ | ------------------------ | ------------------------ | ------------------------ | ------------------------ | ------------------------ | ------------------------ | ------------------------ | ------------------------ | ------------------------ | ------------------------ | ------------------------ |
| العلل المفردة                |                     |                         |                         |                             |                 |                     |                               |                          |                          |                          |                          |                          |                          |                          |                          |                          |                          |                          |                          |                          |                          |                          |                          |
| الخَرْمُ                        | الثَّلْمُ               | الأول                   | متحرك                   | الإسقاط                     | فَــعُولُنْ         | عُولُنْ ⇐ فَعْلُنْ         | o                             |                          |                          |                          |                          |                          |                          |                          |                          |                          |                          |                          |                          |                          |                          |                          |                          |
| الخَرْمُ                        | العَضْبُ               | الأول                   | متحرك                   | الإسقاط                     | مُــفَاعَلَتُنْ       | فَاعَلَتُنْ ⇐ مُفْتَعِلُنْ     |                               |                          |                          | o                        |                          |                          |                          |                          |                          |                          |                          |                          |                          |                          |                          |                          |                          |
| الخَرْمُ                        | الخَرْمُ               | الأول                   | متحرك                   | الإسقاط                     | مَــفَاعِيلُنْ       | فَاعِيلُنْ ⇐ مَفْعُولُنْ     |                               |                          |                          |                          |                          | o                        |                          |                          |                          |                          |                          |                          |                          |                          |                          |                          |                          |
| العلل المركبة = العِلَّة+الزِّحَاف |                     |                         |                         |                             |                 |                     |                               |                          |                          |                          |                          |                          |                          |                          |                          |                          |                          |                          |                          |                          |                          |                          |                          |
| الثَّرْمُ = الخَرْم+القَبْض          | الثَّرْمُ = الخَرْم+القَبْض | الأول + الخامس          | متحرك + ساكن            | الإسقاط                     | فَــعُولُــنْ       | عُولُ ⇐ فَعْلُ           | o                             |                          |                          |                          |                          |                          |                          |                          |                          |                          |                          |                          |                          |                          |                          |                          |                          |
| الشَّتْرُ = الخَرْم+القَبْض          | الشَّتْرُ = الخَرْم+القَبْض | الأول + الخامس          | متحرك + ساكن            | الإسقاط                     | مَــفَاعِــيــلُنْ   | فَاعِلُنْ               |                               |                          |                          |                          |                          | o                        |                          |                          |                          |                          |                          |                          |                          |                          |                          |                          |                          |
| الجَمَمُ = الخَرْم+العَقْل          | الجَمَمُ = الخَرْم+العَقْل | الأول + الخامس          | متحرك + متحرك           | الإسقاط                     | مُــفَاعَــلَــتُنْ   | فَاعَتُنْ ⇐ فَاعِلُنْ       |                               |                          |                          | o                        |                          |                          |                          |                          |                          |                          |                          |                          |                          |                          |                          |                          |                          |
| القَصْمُ = الخَرْم+العَصْب          | القَصْمُ = الخَرْم+العَصْب | الأول + الخامس          | متحرك + متحرك           | الإسقاط + التسكين           | مُــفَاعَــلَــتُنْ   | فَاعَــلْــتُنْ ⇐ مَفْعُولُنْ |                               |                          |                          | o                        |                          |                          |                          |                          |                          |                          |                          |                          |                          |                          |                          |                          |                          |
| الخَرْبُ = الخَرْم+الكَفُّ           | الخَرْبُ = الخَرْم+الكَفُّ  | الأول + السابع          | متحرك + ساكن            | الإسقاط                     | مَــفَاعِيلُــنْ     | فَاعِيلُ ⇐ مَفْعُولُ       |                               |                          |                          |                          |                          | o                        |                          |                          |                          |                          |                          |                          |                          |                          |                          |                          |                          |
| العَقْصُ = الخَرْم+النَّقْصُ          | العَقْصُ = الخَرْم+النَّقْصُ | الأول + الخامس + السابع | متحرك + متحرك + ساكن    | الإسقاط + التسكين + الإسقاط | مُــفَاعَــلَــتُــنْ | فَاعَــلْــتُ ⇐ مَفْعُولُ   |                               |                          |                          | o                        |                          |                          |                          |                          |                          |                          |                          |                          |                          |                          |                          |                          |                          |

### علل الزيادة
| نوع العلة         | المقطع        | ماهية الزيادة | التفعيـلة الأصلية | التفعيلة بعد دخول العلة عليها | البحور التي تدخلها العلة | البحور التي تدخلها العلة | البحور التي تدخلها العلة | البحور التي تدخلها العلة | البحور التي تدخلها العلة | البحور التي تدخلها العلة | البحور التي تدخلها العلة | البحور التي تدخلها العلة | البحور التي تدخلها العلة | البحور التي تدخلها العلة | البحور التي تدخلها العلة | البحور التي تدخلها العلة | البحور التي تدخلها العلة | البحور التي تدخلها العلة | البحور التي تدخلها العلة | البحور التي تدخلها العلة |
| نوع العلة         | المقطع        | ماهية الزيادة | التفعيـلة الأصلية | التفعيلة بعد دخول العلة عليها | الطويل                   | المديد                   | البسيط                   | الوافر                   | الكامل                   | الهزج                    | الرجز                    | الرمل                    | السريع                   | المنسرح                  | الخفيف                   | المضارع                  | المقتضب                  | المجتث                   | المتقارب                 | الخبب                    |
| ----------------- | ------------- | ------------- | ----------------- | ----------------------------- | ------------------------ | ------------------------ | ------------------------ | ------------------------ | ------------------------ | ------------------------ | ------------------------ | ------------------------ | ------------------------ | ------------------------ | ------------------------ | ------------------------ | ------------------------ | ------------------------ | ------------------------ | ------------------------ |
| التَّذْيِيلُ = الإِذَالَةُ | الوتد المجموع | حرف ساكن      | مُتَفَاعِلُنْ           | مُتَفَاعِلَانْ                      |                          |                          |                          |                          | o                        |                          |                          |                          |                          |                          |                          |                          |                          |                          |                          |                          |
| التَّذْيِيلُ = الإِذَالَةُ | الوتد المجموع | حرف ساكن      | فَاعِلُنْ             | فَاعِلَانْ                        |                          | o                        |                          |                          |                          |                          |                          |                          |                          |                          |                          |                          |                          |                          |                          | o                        |
| التَّرْفِيلُ           | الوتد المجموع | سبب خفيف      | مُتَفَاعِلُنْ           | مُتَفَاعِلَاتُنْ                     |                          |                          |                          |                          | o                        |                          |                          |                          |                          |                          |                          |                          |                          |                          |                          |                          |
| التَّرْفِيلُ           | الوتد المجموع | سبب خفيف      | فَاعِلُنْ             | فَاعِلَاتُنْ                       |                          |                          |                          |                          |                          |                          |                          |                          |                          |                          |                          |                          |                          |                          |                          | o                        |
| التَّسْبِيغُ           | السبب الخفيف  | حرف ساكن      | فَاعِلَاتُنْ           | فَاعِلَاتَانْ                      |                          |                          |                          |                          |                          |                          |                          | o                        |                          |                          |                          |                          |                          |                          |                          |                          |